# San Juan County (Washington)
San Juan County je okres ve státě Washington ve Spojených státech amerických. K roku 2010 zde žilo 15 769 obyvatel. Správním městem okresu je Friday Harbor. Celková rozloha okresu činí 1 608 km².